# Knut Fridell

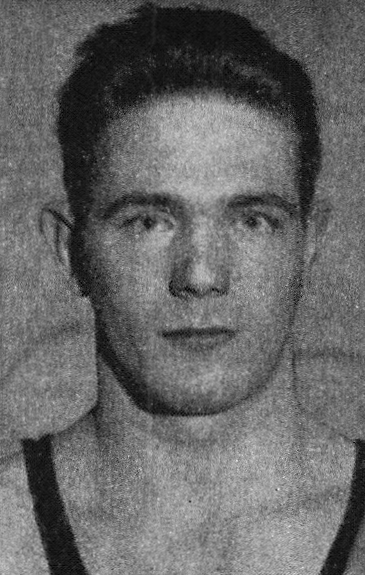
Knut Fridell

Knut Fridell (* 8. September 1908 in Uddevalla; † 3. Februar 1992 ebenda) war ein schwedischer Ringer. Er war Europameister 1934 und Olympiasieger 1936 im Halbschwergewicht im freien Stil.

## Werdegang
Knut Fridell wuchs in seiner Heimatstadt Uddevalla auf und begann dort als Jugendlicher beim Sportverein IS (Idrottssällskap) Uddevalla mit dem Ringen. Er betätigte sich dabei in den beiden Stilarten griechisch-römischer Stil und freier Stil. Im Laufe seiner Laufbahn kristallisierte sich heraus, dass er auf der internationalen Ringermatte im freien Stil erfolgreicher sein wird, deshalb konzentrierte er sich auf internationalen Meisterschaften auf diesen Stil. Später rang Knut Fridell auch für BK Orion Karlstad.
1932 nahm er in Stockholm an einem großen internationalen Turnier im griech.-röm. Stil im Mittelgewicht teil. Er belegte dabei hinter seinen Landsleuten Axel Cadier und Ivar Johansson den 3. Platz. Alle drei Ringer, Fridell, Cadier und Johansson wurden vier Jahre später in Berlin Olympiasieger. Ivar Johansson war sogar schon 1932 in Los Angeles Doppelolympiasieger geworden.
1934 besiegte Knut Fridell bei der Europameisterschaft in Stockholm im freien Stil im Halbschwergewicht Stanley Bissell aus Großbritannien, Karl Engelhardt aus Deutschland und Ede Virágh-Ebner aus Ungarn und wurde damit Europameister. Im gleichen Jahr besiegte er bei einem Doppelländerkampf in Helsinki die finnischen Spitzenringer im freien Stil Aukusti Sihvola und Jussi Juhola.
Seinen nächsten Start bei einer internationalen Meisterschaft hatte Knut Fridell erst wieder 1936, weil bei den Europameisterschaften 1935 Axel Cadier in beiden Stilarten am Start war. Bei den Olympischen Spielen in Berlin war er aber, von Trainer Robert Oksa bestens vorbereitet, in hervorragender Form und wurde mit Siegen über August Neo, Estland, Matti Lahti, Finnland, Ede Virágh-Ebner, Ungarn und Ray Clemons, USA in überlegenem Stil Olympiasieger im Halbschwergewicht im freien Stil.
Nach den Olympischen Spielen in Berlin wurde Knut Friedell Berufsringer. Nach seiner Zeit als Berufsringer kehrte er nach Uddevalla zurück und lebte dort als Geschäftsmann bzw. Rentner.

## Internationale Erfolge
(OS = Olympische Spiele, EM = Europameisterschaft, GR = griechisch-römischer Stil, F = freier Stil, Mi = Mittelgewicht, Hs = Halbschwergewicht, damals bis 79 kg bzw. 87 kg Körpergewicht)
- 1931, 3. Platz, Intern. Turnier in Göteborg, GR, Mi, hinter Väinö Kokkinen, Finnland u. Ivar Johansson (Ringer), Schweden;
- 1932, 3. Platz, Intern. Turnier in Stockholm, GR, Mi, hinter Axel Cadier u. Egon Nilsson, bde. Schweden;
- 1932, 3. Platz, Turnier in Stockholm, GR, Mi, hinter Axel Cadier u. Ivar Johansson, bde. Schweden;
- 1934, 1. Platz, EM in Stockholm, F, Hs, mit Siegen über Stanley Bissell, Großbritannien, Karl Engelhardt, Deutschland u. Ede Virágh-Ebner, Ungarn;
- 1936, Goldmedaille, OS in Berlin, F, Hs, mit Siegen über August Neo, Estland, Matti Lahti, Finnland u. Ede Virágh-Ebner